# Мусса Сіссако
Мусса Сіссако (фр. Moussa Sissako, нар. 10 листопада 2000, Кліші, Франція) — малійський футболіст, захисник російського клубу «Сочі» та національної збірної Малі.

## Ігрова кар'єра
Мусса Сіссако починав займатися футболом у клубі «Расінг». Після чого він приєднався до академії столичного «Парі Сен-Жермен». У 2018 році футболіст підписав з  ПСЖ професійний контракт, дія якого була розрахована до літа 2021 року. Але зайняти місце в першій команді Мусса не зумів, переважно граючи у дублюючому складі парижан.
У січні 2020 року для набуття ігрової практики Сіссако вирушив в оренду у бельгійський «Стандард». По завершенні сезону Сіссако підписав повноцінний контракт з бельгійським клубом.

## Міжднародна кар'єра
Мусса Сіссако неодноразово викликався до складу різних юнацьких збірних Франції. У 2019 році футболіста викликали до збірної Малі (U-23) для участі у Кубку африканських націй. Але Сіссако не провів жодного матчу ні за одну з цих збірних.

## Особисте життя
Мусса народився у Франції і має малійське коріння. Його брат - Абдулайє Сіссако також професійний футболіст, який грає у складі бельгійського «Зюлте-Варегем».
У жовтні 2020 року тест Сіссако на COVID-19 дав позитивний результат.